# Henri Boddaert
Henri Auguste Boddaert (Gent, 22 augustus 1868 - 4 augustus 1928) was een Belgisch advocaat en volksvertegenwoordiger.

## Levensloop
Boddaert, die in Gent aan de Coupure woonde, volgde de humaniora aan het Koninklijk Atheneum van Gent, werd doctor in de rechten (Rijksuniversiteit Gent) en vestigde zich als advocaat. In 1911-1913 was hij algemeen secretaris van de Wereldtentoonstelling in Gent.
Tijdens de Eerste Wereldoorlog verdedigde hij vaak Belgische burgers voor de Duitse militaire rechtbanken, onder meer de katholieke volksvertegenwoordiger Arthur Verhaegen.
Hij was lid van de provincieraad van Oost-Vlaanderen van 1904 tot 1926. Samen met Albert Verbessem was hij er de voornaamste woordvoerder voor de Liberale partij. Hij was ook voorzitter van de Gentse Liberale Associatie.
In dat laatste jaar werd hij liberaal volksvertegenwoordiger, in opvolging van de overleden Arthur Buysse. Hij zetelde tot aan zijn dood, na een slepende ziekte, hetzij tot 4 augustus 1928. Er werd hem op warme wijze hulde gebracht door de voorzitter van de Kamer.
Boddaert was vrijmetselaar en 33ste graad in de Aloude en Aangenomen Schotse Ritus.

## Publicatie
- Contribution à l'étude de l'oeuvre politique des ducs de Bourgogne dans les Pays-Bas, 1890.
- (samen met Hermann De Baets & Edouard de Nobele) La personnalité juridique et le droit dʹassociation, Gent, uitg. Hoste, 1895.
- La théorie du risque professionnel et la loi belge sur les accidents du travail, discours prononcé à la séance solennelle de rentrée de la Conférence française du Jeune Barreau de Gand le 16 décembre 1907, Gent, Hoste, 1908.